# Campeonato Nacional B 1991-92
El Torneo Nacional B 1991-1992 fue la sexta edición de la Primera B Nacional, la segunda categoría del fútbol argentino. Fue disputado entre el 10 de agosto de 1991 y el 25 de julio de 1992 por 22 equipos.
Se incorporaron al torneo Lanús y Chaco For Ever, descendidos de la Primera División; Central Córdoba (R), campeón de la Primera B y Nueva Chicago y San Martín (SJ), ganadores de los zonales Noroeste y Sureste, respectivamente, disputados por equipos de la Primera B y del Torneo del Interior.
El campeón fue el Club Atlético Lanús, que obtuvo el primer ascenso, mientras que el segundo fue para el Club Atlético San Martín de Tucumán, que se quedó con el Torneo Reducido de Ascenso a Primera División.
Asimismo, descendieron Central Córdoba (SdE), San Martín (SJ) y Deportivo Maipú a sus respectivas ligas regionales, por medio de la tabla de promedios.

## Ascensos y descensos
| Promedio | Descendidos del Nacional B 1990-91 |
| -------- | ---------------------------------- |
| 20.º     | Tigre                              |
| 21.º     | Cipolletti                         |
| 22.º     | Atlanta                            |

| Posición       | Ascendidos al Nacional B 1991-92 |
| -------------- | -------------------------------- |
| 1.º            | Central Córdoba (R)              |
| Zonal Noroeste | Nueva Chicago                    |
| Zonal Sureste  | San Martín (SJ)                  |

| Posición  | Ascendidos a la Primera División 1991-92 |
| --------- | ---------------------------------------- |
| 1.º       | Quilmes                                  |
| Gan. Red. | Belgrano                                 |

| Promedio | Descendidos de la Primera División 1990-91 |
| -------- | ------------------------------------------ |
| 19.º     | Chaco For Ever                             |
| 20.º     | Lanús                                      |

## Equipos participantes
| Equipo                | Ciudad               | Estadio                          |
| --------------------- | -------------------- | -------------------------------- |
| Almirante Brown       | Isidro Casanova      | Fragata Presidente Sarmiento     |
| Atlético de Rafaela   | Rafaela              | Nuevo Monumental                 |
| Atlético Tucumán      | Tucumán              | Monumental José Fierro           |
| Banfield              | Banfield             | Florencio Sola                   |
| Central Córdoba (R)   | Rosario              | Gabino Sosa                      |
| Central Córdoba (SdE) | Santiago del Estero  | Alfredo Terrera                  |
| Chaco For Ever        | Resistencia          | Juan Alberto García              |
| Colón                 | Santa Fe             | Brigadier Estanislao López       |
| Defensa y Justicia    | Gobernador Costa     | Norberto Tomaghello              |
| Deportivo Italiano    | Ciudad Evita         | No posee                         |
| Deportivo Laferrere   | Laferrere            | Ciudad de Laferrere              |
| Deportivo Maipú       | Maipú                | Omar Higinio Sperdutti           |
| Deportivo Morón       | Morón                | Francisco Urbano                 |
| Douglas Haig          | Pergamino            | Miguel Morales                   |
| Instituto             | Córdoba              | Juan Domingo Perón               |
| Lanús                 | Lanús Este           | Ciudad de Lanús                  |
| Nueva Chicago         | Buenos Aires         | Nueva Chicago                    |
| Racing (C)            | Córdoba              | Miguel Sancho                    |
| San Martín (SJ)       | San Juan             | Ingeniero Hilario Sánchez        |
| San Martín (T)        | Tucumán              | La Ciudadela                     |
| Talleres (RdE)        | Remedios de Escalada | Talleres de Remedios de Escalada |
| Villa Dálmine         | Campana              | Villa Dálmine                    |

## Distribución geográfica de los equipos
| Región                                   | Cant. | Equipos |
| ---------------------------------------- | ----- | --- |
| conurbano bonaerense                     | 8     | Almirante Brown, Banfield, Defensa y Justicia, Deportivo Italiano, Deportivo Laferrere, Deportivo Morón, Lanús y Talleres (RdE) |
| Provincia de Santa Fe                    | 3     | Atlético de Rafaela, Central Córdoba (R) y Colón                                                                                |
| Provincia de Córdoba                     | 2     | Instituto y Racing |
| Interior de la provincia de Buenos Aires | 2     | Douglas Haig y Villa Dálmine |
| Provincia de Tucumán                     | 2     | Atlético Tucumán y San Martín                                                                                                   |
| Ciudad de Buenos Aires                   | 1     | Nueva Chicago |
| Provincia de Chaco                       | 1     | Chaco For Ever |
| Provincia de Mendoza                     | 1     | Deportivo Maipú |
| Provincia de San Juan                    | 1     | San Martín (SJ) |
| Provincia de Santiago del Estero         | 1     | Central Córdoba (SdE) |

## Formato

### Competición
Se disputó un torneo de 42 fechas por el sistema de todos contra todos a dos ruedas, ida y vuelta.

### Ascensos
El campeón ascendió a la Primera División. Los equipos ubicados entre el segundo y el décimo puesto de la tabla final de posiciones, el campeón de la Primera B y los ganadores de los zonales disputaron un Torneo reducido, por eliminación directa, a dos partidos. Los equipos que finalizaron entre el cuarto y el décimo lugar y los ganadores de los zonales disputaron la primera ronda. En la segunda ronda se sumó el tercero y en las semifinales, el subcampeón. El ganador ascendió a la Primera División, junto con el campeón.

### Descensos
Se decidieron mediante una tabla de promedios determinados por el cociente entre los puntos obtenidos y los partidos jugados en las tres últimas temporadas.
Los que ocuparon los tres últimos puestos descendieron a la Primera B o a su respectiva liga regional, según correspondiera. Otros dos equipos indirectamente afiliados, que no fueran alguno de los últimos tres de la tabla de promedios, debieron disputar una promoción contra un equipo del Torneo del Interior.

## Tabla de posiciones final
| Pos | Equipos               | Pts | PJ | PG | PE | PP | GL | EL | PL | GV | EV | PV | GF | GC | Dif |
| --- | --------------------- | --- | -- | -- | -- | -- | -- | -- | -- | -- | -- | -- | -- | -- | --- |
| 1   | Lanús                 | 57  | 42 | 21 | 15 | 6  | 15 | 5  | 1  | 6  | 10 | 5  | 64 | 34 | 30  |
| 2   | Almirante Brown       | 52  | 42 | 19 | 14 | 9  | 13 | 5  | 3  | 6  | 9  | 6  | 56 | 38 | 18  |
| 3   | Colón                 | 52  | 42 | 20 | 12 | 10 | 14 | 4  | 3  | 6  | 8  | 7  | 56 | 42 | 14  |
| 4   | San Martín (T)        | 51  | 42 | 18 | 15 | 9  | 15 | 5  | 1  | 3  | 10 | 8  | 59 | 33 | 26  |
| 5   | Douglas Haig          | 50  | 42 | 16 | 18 | 8  | 10 | 10 | 1  | 6  | 8  | 7  | 49 | 39 | 10  |
| 6   | Nueva Chicago         | 49  | 42 | 17 | 15 | 10 | 11 | 5  | 5  | 6  | 10 | 5  | 51 | 42 | 9   |
| 7   | Instituto             | 47  | 42 | 16 | 15 | 11 | 13 | 8  | 0  | 3  | 7  | 11 | 47 | 39 | 8   |
| 8   | Atlético Tucumán      | 46  | 42 | 16 | 14 | 12 | 11 | 9  | 1  | 5  | 5  | 11 | 54 | 41 | 13  |
| 9   | Chaco For Ever        | 46  | 42 | 14 | 18 | 10 | 8  | 9  | 4  | 6  | 9  | 6  | 47 | 37 | 10  |
| 10  | Talleres (RdE)        | 44  | 42 | 14 | 16 | 12 | 8  | 12 | 1  | 6  | 4  | 11 | 45 | 40 | 5   |
| 11  | Racing (C)            | 43  | 42 | 16 | 11 | 15 | 13 | 4  | 4  | 3  | 7  | 11 | 47 | 53 | -6  |
| 12  | Central Córdoba (R)   | 42  | 42 | 14 | 14 | 14 | 11 | 6  | 4  | 3  | 8  | 10 | 41 | 43 | -2  |
| 13  | Deportivo Morón       | 41  | 42 | 12 | 17 | 13 | 8  | 7  | 6  | 4  | 10 | 7  | 49 | 52 | -3  |
| 14  | Banfield              | 40  | 42 | 12 | 16 | 14 | 10 | 7  | 4  | 2  | 9  | 10 | 48 | 52 | -4  |
| 15  | Deportivo Laferrere   | 39  | 42 | 13 | 13 | 16 | 11 | 7  | 3  | 2  | 6  | 13 | 39 | 49 | -10 |
| 16  | Deportivo Italiano    | 38  | 42 | 10 | 18 | 14 | 9  | 8  | 4  | 1  | 10 | 10 | 42 | 43 | -1  |
| 17  | Defensa y Justicia    | 38  | 42 | 11 | 16 | 15 | 8  | 8  | 5  | 3  | 8  | 10 | 40 | 52 | -12 |
| 18  | Atlético de Rafaela   | 35  | 42 | 8  | 19 | 15 | 6  | 13 | 2  | 2  | 6  | 13 | 24 | 43 | -19 |
| 19  | San Martín (SJ)       | 33  | 42 | 8  | 17 | 17 | 6  | 10 | 5  | 2  | 7  | 12 | 26 | 43 | -17 |
| 20  | Villa Dálmine         | 29  | 42 | 3  | 23 | 16 | 3  | 12 | 6  | 0  | 11 | 10 | 37 | 53 | -16 |
| 21  | Deportivo Maipú       | 28  | 42 | 8  | 12 | 22 | 6  | 7  | 8  | 2  | 5  | 14 | 31 | 55 | -24 |
| 22  | Central Córdoba (SdE) | 24  | 42 | 3  | 18 | 21 | 2  | 12 | 7  | 1  | 6  | 14 | 20 | 49 | -29 |

|  | Campeón. Asciende directamente a Primera División.                                 |
|  | Disputó el Torneo reducido por el segundo ascenso a partir de las semifinales.     |
|  | Disputó el Torneo reducido por el segundo ascenso a partir de la segunda ronda.    |
|  | Disputaron el Torneo reducido por el segundo ascenso a partir de la primera ronda. |

- Club Atlético Lanús
Campeón de la Primera B Nacional 1991-92 (1.º título)
Ascendido a Primera División.

## Resultados
| 1.ª | fechas                               | 22.ª |
| 3-1 | Deportivo Maipú-Nueva Chicago        | 2-1  |
| 0-1 | Central Córdoba (R)-Douglas Haig     | 1-1  |
| 2-2 | Atlético de Rafaela-Racing (C)       | 0-0  |
| 0-0 | Defensa y Justicia-Almirante Brown   | 2-4  |
| 1-1 | Instituto-Colón                      | 0-1  |
| 0-1 | Deportivo Morón-San Martín (SJ)      | 1-0  |
| 0-0 | Chaco For Ever-Central Córdoba (SdE) | 0-0  |
| 0-0 | Deportivo Italiano-Villa Dálmine     | 0-0  |
| 0-0 | San Martín (T)-Talleres (RdE)        | 0-0  |
| 0-2 | Laferrere-Banfield                   | 1-3  |
| 2-0 | Lanús-Atlético Tucumán               | 1-1  |

| 4.ª | fechas                                    | 25.ª |
| 2-0 | Talleres (RdE)-Instituto                  | 2-2  |
| 0-0 | San Martín (SJ)-Laferrere                 | 0-0  |
| 1-2 | Villa Dálmine-Chaco For Ever              | 1-1  |
| 1-1 | Central Córdoba (SdE)-Central Córdoba (R) | 1-2  |
| 2-0 | Racing (C)-Atlético Tucumán               | 0-1  |
| 1-1 | Douglas Haig-Nueva Chicago                | 2-2  |
| 1-0 | Almirante Brown-Deportivo Maipú           | 2-0  |
| 2-1 | Colón-Defensa y Justicia                  | 2-2  |
| 1-1 | Deportivo Morón-Lanús                     | 2-2  |
| 4-1 | San Martín (T)-Deportivo Italiano         | 0-1  |
| 0-0 | Banfield-Atlético de Rafaela              | 1-1  |

| 7.ª | fechas                              | 28.ª |
| 3-1 | Lanús-Racing (C)                    | 1-2  |
| 1-1 | Douglas Haig-Almirante Brown        | 1-0  |
| 0-1 | Nueva Chicago-Central Córdoba (SdE) | 1-1  |
| 0-2 | Deportivo Maipú-Colón               | 0-2  |
| 1-1 | Central Córdoba (R)-Villa Dálmine   | 0-0  |
| 4-3 | Atlético de Rafaela-San Martín (SJ) | 0-0  |
| 1-0 | Defensa y Justicia-Talleres (RdE)   | 1-1  |
| 1-0 | Chaco For Ever-San Martín (T)       | 0-1  |
| 1-1 | Laferrere-Deportivo Morón           | 1-2  |
| 2-0 | Instituto-Deportivo Italiano        | 2-2  |
| 6-2 | Atlético Tucumán-Banfield           | 2-0  |

| 10.ª | fechas                                | 31.ª |
| 0-0  | Laferrere-Lanús                       | 0-2  |
| 2-1  | Instituto-Chaco For Ever              | 1-2  |
| 4-0  | Deportivo Italiano-Defensa y Justicia | 2-3  |
| 3-0  | Deportivo Morón-Atlético de Rafaela   | 0-0  |
| 2-0  | Talleres (RdE)-Deportivo Maipú        | 1-1  |
| 1-1  | Villa Dálmine-Nueva Chicago           | 1-2  |
| 2-1  | Colón-Douglas Haig                    | 2-2  |
| 0-0  | Banfield-Racing (C)                   | 0-0  |
| 2-0  | San Martín (T)-Central Córdoba (R)    | 1-1  |
| 1-0  | San Martín (SJ)-Atlético Tucumán      | 1-2  |
| 0-1  | Central Córdoba (SdE)-Almirante Brown | 0-0  |

| 13.ª | fechas                             | 34.ª |
| 2-0  | Lanús-Banfield                     | 1-1  |
| 0-0  | Central Córdoba (SdE)-Colón        | 0-2  |
| 2-1  | Almirante Brown-Villa Dálmine      | 1-0  |
| 1-0  | Racing (C)-San Martín (SJ)         | 1-0  |
| 1-0  | Douglas Haig-Talleres (RdE)        | 1-1  |
| 1-0  | Nueva Chicago-San Martín (T)       | 0-2  |
| 1-1  | Deportivo Maipú-Deportivo Italiano | 0-0  |
| 0-0  | Central Córdoba (R)-Instituto      | 1-1  |
| 1-0  | Atlético de Rafaela-Laferrere      | 0-2  |
| 0-1  | Defensa y Justicia-Chaco For Ever  | 1-1  |
| 0-0  | Atlético Tucumán-Deportivo Morón   | 4-1  |

| 16.ª | fechas                               | 37.ª |
| 1-1  | Atlético de Rafaela-Lanús            | 0-1  |
| 3-3  | Defensa y Justicia-Central Cba (Ros) | 0-2  |
| 1-1  | Laferrere-Atlético Tucumán           | 0-1  |
| 1-1  | Instituto-Nueva Chicago              | 0-2  |
| 1-1  | Deportivo Italiano-Douglas Haig      | 1-1  |
| 1-3  | Deportivo Morón-Racing (C)           | 2-1  |
| 1-0  | Talleres (RdE)-Central Córdoba (SdE) | 2-1  |
| 0-0  | San Martín (SJ)-Banfield             | 0-1  |
| 1-1  | Villa Dálmine-Colón                  | 1-2  |
| 1-1  | Chaco For Ever-Deportivo Maipú       | 2-1  |
| 1-1  | San Martín (T)-Almirante Brown       | 1-1  |

| 19.ª | fechas                                   | 40.ª |
| 3-1  | Lanús-San Martín (SJ)                    | 0-1  |
| 3-4  | Villa Dálmine-Talleres (RdE)             | 0-0  |
| 2-1  | Banfield-Deportivo Morón                 | 2-2  |
| 0-0  | Central Córdoba (SdE)-Deportivo Italiano | 0-3  |
| 2-0  | Almirante Brown-Instituto                | 1-2  |
| 3-0  | Racing (C)-Laferrere                     | 0-2  |
| 0-0  | Douglas Haig-Chaco For Ever              | 0-1  |
| 1-2  | Nueva Chicago-Defensa y Justicia         | 2-1  |
| 0-1  | Deportivo Maipú-Central Cba. (Ros)       | 0-2  |
| 1-0  | Colón-San Martín (T)                     | 0-2  |
| 3-0  | Atlético Tucumán-Atlético de Rafaela     | 0-2  |

| 2.ª | fechas                                   | 23.ª |
| 1-0 | Racing (C)-Central Córdoba (R)           | 0-3  |
| 0-0 | San Martín (SJ)-Deportivo Italiano       | 0-1  |
| 0-1 | San Martín (T)-Lanús                     | 1-2  |
| 2-0 | Talleres (RdE)-Deportivo Morón           | 0-3  |
| 1-2 | Villa Dálmine-Instituto                  | 1-2  |
| 2-2 | Colón-Laferrere                          | 1-1  |
| 1-0 | Central Córdoba (SdE)-Defensa y Justicia | 1-2  |
| 3-0 | Almirante Brown-Atlético de Rafaela      | 1-1  |
| 0-0 | Douglas Haig-Deportivo Maipú             | 1-0  |
| 2-2 | Banfield-Chaco For Ever                  | 1-1  |
| 4-3 | Nueva Chicago-Atlético Tucumán           | 0-1  |

| 5.ª | fechas                                | 26.ª |
| 0-1 | Lanús-Douglas Haig                    | 2-2  |
| 1-1 | Atlético Tucumán-Almirante Brown      | 1-2  |
| 3-0 | Deportivo Maipú-Central Córdoba (SdE) | 0-3  |
| 1-0 | Central Córdoba (R)-Banfield          | 1-2  |
| 1-1 | Atlético de Rafaela-Colón             | 1-2  |
| 0-0 | Defensa y Justicia-Villa Dálmine      | 1-1  |
| 1-1 | Chaco For Ever-San Martín (SJ)        | 1-1  |
| 1-0 | Laferrere-Talleres (RdE)              | 0-0  |
| 0-0 | Instituto-San Martín (T)              | 0-3  |
| 1-2 | Deportivo Italiano-Deportivo Morón    | 3-0  |
| 2-2 | Nueva Chicago-Racing (C)              | 1-0  |

| 8.ª | fechas                              | 29.ª |
| 1-1 | Deportivo Italiano-Laferrere        | 1-2  |
| 1-0 | Deportivo Morón-Chaco For Ever      | 0-2  |
| 0-0 | Talleres (RdE)-Atlético de Rafaela  | 0-1  |
| 0-0 | San Martín (SJ)-Central Córdoba (R) | 1-0  |
| 2-0 | Villa Dálmine-Deportivo Maipú       | 1-3  |
| 2-1 | Colón-Atlético Tucumán              | 3-1  |
| 1-3 | Banfield-Nueva Chicago              | 0-2  |
| 0-1 | Central Córdoba (SdE)-Douglas Haig  | 0-1  |
| 2-0 | Almirante Brown-Racing (C)          | 1-0  |
| 1-0 | Instituto-Lanús                     | 1-1  |
| 2-1 | San Martín (T)-Defensa y Justicia   | 0-0  |

| 11.ª | fechas                                 | 32.ª |
| 4-0  | Lanús-Central Córdoba (SdE)            | 1-1  |
| 1-0  | Almirante Brown-Banfield               | 3-1  |
| 0-2  | Racing (C)-Colón                       | 2-4  |
| 2-1  | Douglas Haig-Villa Dálmine             | 1-1  |
| 0-0  | Nueva Chicago-San Martín (SJ)          | 0-2  |
| 0-2  | Deportivo Maipú-San Martín (T)         | 2-2  |
| 2-2  | Central Córdoba (R)-Deportivo Morón    | 4-2  |
| 2-1  | Atlético de Rafaela-Deportivo Italiano | 0-1  |
| 1-3  | Defensa y Justicia-Instituto           | 1-1  |
| 3-1  | Atlético Tucumán-Talleres (RdE)        | 0-0  |
| 0-2  | Chaco For Ever-Laferrere               | 0-2  |

| 14.ª | fechas                              | 35.ª |
| 1-2  | Defensa y Justicia-Lanús            | 0-3  |
| 0-0  | Chaco For Ever-Atlético de Rafaela  | 0-0  |
| 1-0  | Laferrere-Central Córdoba (R)       | 2-3  |
| 3-1  | Instituto-Deportivo Maipú           | 1-1  |
| 1-1  | Deportivo Italiano-Atlético Tucumán | 2-2  |
| 1-1  | Deportivo Morón-Nueva Chicago       | 1-1  |
| 0-0  | San Martín (T)-Douglas Haig         | 5-1  |
| 5-0  | Talleres (RdE)-Racing (C)           | 2-1  |
| 0-0  | San Martín (SJ)-Almirante Brown     | 0-2  |
| 0-0  | Villa Dálmine-Central Córdoba (SdE) | 1-1  |
| 2-0  | Colón-Banfield                      | 1-1  |

| 17.ª | fechas                                  | 38.ª |
| 0-0  | Lanús-Villa Dálmine                     | 2-1  |
| 0-0  | Colón-San Martín (SJ)                   | 1-3  |
| 1-2  | Banfield-Talleres (RdE)                 | 2-1  |
| 1-0  | Almirante Brown-Deportivo Morón         | 1-1  |
| 0-0  | Racing (C)-Deportivo Italiano           | 0-3  |
| 1-0  | Douglas Haig-Instituto                  | 0-2  |
| 5-1  | Nueva Chicago-Laferrere                 | 2-1  |
| 0-1  | Central Córdoba (R)-Atlético de Rafaela | 0-0  |
| 1-1  | Central Córdoba (SdE)-San Martín (T)    | 0-2  |
| 3-3  | Atlético Tucumán-Chaco For Ever         | 1-2  |
| 0-0  | Deportivo Maipú-Defensa y Justicia      | 0-1  |

| 20.ª | fechas                               | 41.ª |
| 2-0  | Central Córdoba (R)-Atlético Tucumán | 0-4  |
| 0-0  | Atlético de Rafaela-Nueva Chicago    | 0-2  |
| 4-2  | Defensa y Justicia-Douglas Haig      | 0-0  |
| 2-1  | Laferrere-Almirante Brown            | 2-1  |
| 2-0  | Instituto-Central Córdoba (SdE)      | 2-1  |
| 1-1  | Deportivo Italiano-Banfield          | 0-2  |
| 0-2  | Deportivo Morón-Colón                | 0-1  |
| 1-0  | Talleres (RdE)-San Martín (SJ)       | 3-1  |
| 0-2  | Deportivo Maipú-Lanús                | 0-2  |
| 1-1  | Chaco For Ever-Racing (C)            | 1-1  |
| 1-1  | San Martín (T)-Villa Dálmine         | 2-2  |

| 3.ª | fechas                                    | 24.ª |
| 0-0 | Lanús-Nueva Chicago                       | 0-2  |
| 1-1 | Deportivo Maipú-Racing (C)                | 1-3  |
| 0-0 | Central Córdoba (R)-Almirante Brown       | 0-1  |
| 2-0 | Atlético de Rafaela-Central Córdoba (SdE) | 0-0  |
| 2-0 | Laferrere-Villa Dálmine                   | 0-3  |
| 3-0 | Instituto-San Martín (SJ)                 | 1-1  |
| 2-1 | Atlético Tucumán-Douglas Haig             | 0-0  |
| 1-0 | Deportivo Italiano-Talleres (RdE)         | 2-2  |
| 4-1 | Deportivo Morón-San Martín (T)            | 1-3  |
| 1-0 | Chaco For Ever-Colón                      | 3-1  |
| 1-0 | Defensa y Justicia-Banfield               | 1-3  |

| 6.ª | fechas                                 | 27.ª |
| 0-1 | Deportivo Italiano-Lanús               | 1-2  |
| 1-0 | Deportivo Morón-Instituto              | 1-1  |
| 0-0 | Talleres (RdE)-Chaco For Ever          | 3-2  |
| 0-1 | San Martín (SJ)-Defensa y Justicia     | 0-0  |
| 1-2 | Villa Dálmine-Atlético de Rafaela      | 0-0  |
| 1-0 | Colón-Central Córdoba (R)              | 0-1  |
| 4-1 | Banfield-Deportivo Maipú               | 0-1  |
| 0-1 | Almirante Brown-Nueva Chicago          | 2-0  |
| 2-0 | Racing (C)-Douglas Haig                | 2-5  |
| 1-0 | San Martín (T)-Laferrere               | 1-1  |
| 0-1 | Central Córdoba (SdE)-Atlético Tucumán | 0-0  |

| 9.ª | fechas                             | 30.ª |
| 4-2 | Lanús-Almirante Brown              | 4-4  |
| 1-0 | Racing (C)-Central Córdoba (SdE)   | 3-1  |
| 0-2 | Nueva Chicago-Colón                | 1-1  |
| 1-0 | Deportivo Maipú-San Martín (SJ)    | 0-0  |
| 1-1 | Defensa y Justicia-Deportivo Morón | 0-2  |
| 2-0 | Chaco For Ever-Deportivo Italiano  | 1-0  |
| 1-0 | Laferrere-Instituto                | 0-2  |
| 0-1 | Atlético de Rafaela-San Martín (T) | 0-2  |
| 3-0 | Atlético Tucumán-Villa Dálmine     | 0-0  |
| 2-1 | Central Córdoba (R)-Talleres (RdE) | 1-1  |
| 1-0 | Douglas Haig-Banfield              | 1-2  |

| 12.ª | fechas                                 | 33.ª |
| 1-1  | Chaco For Ever-Lanús                   | 0-1  |
| 1-4  | Laferrere-Defensa y Justicia           | 0-1  |
| 1-0  | Instituto-Atlético de Rafaela          | 1-1  |
| 1-0  | Deportivo Italiano-Central Córdoba (R) | 1-2  |
| 3-1  | Deportivo Morón-Deportivo Maipú        | 0-0  |
| 1-1  | Talleres (RdE)-Nueva Chicago           | 0-1  |
| 0-1  | San Martín (SJ)-Douglas Haig           | 1-4  |
| 2-2  | Villa Dálmine-Racing (C)               | 1-2  |
| 0-2  | Colón-Almirante Brown                  | 2-2  |
| 2-2  | Banfield-Central Córdoba (SdE)         | 2-2  |
| 2-1  | San Martín (T)-Atlético Tucumán        | 0-0  |

| 15.ª | fechas                                 | 36.ª |
| 2-0  | Lanús-Colón                            | 3-1  |
| 3-0  | Banfield-Villa Dálmine                 | 0-0  |
| 0-0  | Central Córdoba (SdE)-San Martín (SJ)  | 0-1  |
| 1-0  | Almirante Brown-Talleres (RdE)         | 1-1  |
| 2-0  | Racing (C)-San Martín (T)              | 0-3  |
| 1-1  | Nueva Chicago-Deportivo Italiano       | 1-1  |
| 1-1  | Deportivo Maipú-Laferrere              | 0-1  |
| 0-5  | Central Córdoba (R)-Chaco For Ever     | 1-0  |
| 0-0  | Atlético de Rafaela-Defensa y Justicia | 1-2  |
| 1-1  | Douglas Haig-Deportivo Morón           | 1-1  |
| 0-0  | Atlético Tucumán-Instituto             | 0-2  |

| 18.ª | fechas                                | 39.ª |
| 0-0  | Central Córdoba (R)-Lanús             | 1-3  |
| 0-3  | Atlético de Rafaela-Deportivo Maipú   | 0-2  |
| 0-1  | Defensa y Justicia-Atlético Tucumán   | 0-0  |
| 1-2  | Chaco For Ever-Nueva Chicago          | 0-1  |
| 1-1  | Laferrere-Douglas Haig                | 1-2  |
| 1-0  | Instituto-Racing (C)                  | 0-2  |
| 1-0  | Deportivo Italiano-Almirante Brown    | 1-2  |
| 0-0  | Deportivo Morón-Central Córdoba (SdE) | 2-1  |
| 3-1  | San Martín (T)-Banfield               | 1-1  |
| 1-0  | Talleres (RdE)-Colón                  | 0-3  |
| 2-2  | San Martín (SJ)-Villa Dálmine         | 1-1  |

| 21.ª | fechas                            | 42.ª |
| 1-1  | Lanús-Talleres (RdE)              | 0-1  |
| 1-0  | Villa Dálmine-Deportivo Morón     | 2-2  |
| 1-1  | Colón-Deportivo Italiano          | 2-0  |
| 1-0  | Banfield-Instituto                | 1-1  |
| 0-0  | Central Córdoba (SdE)-Laferrere   | 0-2  |
| 1-1  | Almirante Brown-Chaco For Ever    | 1-3  |
| 3-0  | Douglas Haig-Atlético de Rafaela  | 0-0  |
| 1-0  | Nueva Chicago-Central Córdoba (R) | 0-2  |
| 1-0  | Atlético Tucumán-Deportivo Maipú  | 2-0  |
| 2-1  | San Martín (SJ)-San Martín (T)    | 1-5  |
| 2-0  | Racing (C)-Defensa y Justicia     | 0-0  |

## Torneo Reducido
Los equipos ranqueados del 2.º al 10.º puesto del Campeonato Nacional B 1991-92, disputaron un Reducido de Ascenso por un segundo cupo para la Primera División. A estos 9 equipos se les sumaron los tres equipos recientemente ascendidos a la B Nacional: el Club Atlético Ituzaingó (campeón de la Primera B 1991-92), el Arsenal Fútbol Club y el Club de Gimnasia y Tiro (ascendidos del Campeonato de Primera B y el Torneo del Interior 1991-92 respectivamente, que lograron sus ascensos a través de los Torneos Zonales). Para todos los cruces, se establecieron ventajas deportivas a favor de los equipos que disputaron el Campeonato Nacional B, dependiendo de las posiciones en que finalizaron y también con relación a los 3 equipos recientemente ascendidos. 
Esta temporada fue la última que incluyó la participación de los equipos ascendidos mediante los Torneos Zonales, dado que a partir del siguiente torneo, se redujo el número de representantes de la B Nacional, a la vez de únicamente tomar en cuenta al campeón de la B Metropolitana.
El ganador de este torneo fue el Club Atlético San Martín de Tucumán, que obtuvo la segunda plaza para ascender a la Primera División.

### Cuadro de desarrollo
|  | Octavos de final                        | Octavos de final                    | Octavos de final                     | Octavos de final |   |                                      | Cuartos de final | Cuartos de final                        | Cuartos de final         | Cuartos de final |   |                                    | Semifinales    | Semifinales | Semifinales | Semifinales |  |                                         | Final           | Final | Final | Final |  |
|  |                                         |                                     |                                      |                  |   |                                      |                  |                                         |                          |                  |   |                                    |                |             |             |             |  |                                         |                 |       |       |       |  |
|  |                                         |                                     |                                      |                  |   |                                      |                  |                                         |                          |                  |   |                                    |                |             |             |             |  |                                         |                 |       |       |       |  |
|  |                                         |                                     |                                      |                  |   |                                      |                  |                                         |                          |                  |   |                                    |                |             |             |             |  |                                         |                 |       |       |       |  |
|  |                                         |                                     |                                      |                  |   |                                      |                  |                                         |                          |                  |   |                                    |                |             |             |             |  |                                         |                 |       |       |       |  |
|  |                                         |                                     |                                      |                  |   |                                      |                  |                                         |                          |                  |   |                                    |                |             |             |             |  |                                         |                 |       |       |       |  |
|  |                                         |                                     |                                      |                  |   |                                      |                  |                                         |                          |                  |   |                                    |                |             |             |             |  |                                         |                 |       |       |       |  |
|  |                                         |                                     |                                      |                  |   |                                      |                  |                                         |                          |                  |   |                                    |                |             |             |             |  |                                         |                 |       |       |       |  |
|  |                                         |                                     |                                      |                  |   |                                      |                  |                                         |                          |                  |   |                                    |                |             |             |             |  |                                         |                 |       |       |       |  |
|  |                                         |                                     |                                      |                  |   |                                      |                  |                                         |                          |                  |   |                                    |                |             |             |             |  |                                         |                 |       |       |       |  |
|  |                                         |                                     |                                      |                  |   |                                      |                  |                                         |                          |                  |   |                                    |                |             |             |             |  |                                         |                 |       |       |       |  |
|  |                                         |                                     |                                      |                  |   |                                      |                  |                                         |                          |                  |   |                                    |                |             |             |             |  |                                         |                 |       |       |       |  |
|  |                                         |                                     |                                      |                  |   |                                      |                  | Bandera de la Provincia de Buenos Aires | Almirante Brown (2.º BN) | 1                | 3 |                                    |                |             |             |             |  |                                         |                 |       |       |       |  |
|  |                                         |                                     |                                      |                  |   |                                      |                  |                                         |                          |                  | 3 |                                    |                |             |             |             |  |                                         |                 |       |       |       |  |
|  |                                         |                                     | Bandera de la Provincia de Salta     | Gimnasia y Tiro  | 0 | 0                                    |                  |                                         |                          |                  |   |                                    |                |             |             |             |  |                                         |                 |       |       |       |  |
|  |                                         |                                     | Bandera de la Provincia de Salta     | Gimnasia y Tiro  | 0 | 0                                    |                  |                                         |                          |                  |   |                                    |                |             |             |             |  |                                         |                 |       |       |       |  |
|  |                                         |                                     |                                      |                  |   |                                      |                  |                                         |                          |                  |   |                                    |                |             |             |             |  |                                         |                 |       |       |       |  |
|  |                                         |                                     |                                      |                  |   |                                      |                  |                                         |                          |                  |   |                                    |                |             |             |             |  |                                         |                 |       |       |       |  |
|  |                                         | Bandera de la Provincia de Santa Fe | Colón (3.º BN)                       | 3                | 0 |                                      |                  |                                         |                          |                  |   |                                    |                |             |             |             |  |                                         |                 |       |       |       |  |
|  |                                         |                                     |                                      |                  | 0 |                                      |                  |                                         |                          |                  |   |                                    |                |             |             |             |  |                                         |                 |       |       |       |  |
|  |                                         |                                     | Bandera de la Provincia de Salta     | Gimnasia y Tiro  | 4 | 1                                    |                  |                                         |                          |                  |   |                                    |                |             |             |             |  |                                         |                 |       |       |       |  |
|  | Bandera de la Provincia de Buenos Aires | Douglas Haig                        | Bandera de la Provincia de Salta     | Gimnasia y Tiro  | 4 | 1                                    | 0                | 2                                       |                          |                  |   |                                    |                |             |             |             |  |                                         |                 |       |       |       |  |
|  | Bandera de la Provincia de Buenos Aires | Douglas Haig                        |                                      |                  |   |                                      |                  |                                         |                          |                  |   |                                    |                |             |             |             |  |                                         |                 |       |       |       |  |
|  | Bandera de la Provincia de Salta        | Gimnasia y Tiro                     | 2                                    | 2                |   |                                      |                  |                                         |                          |                  |   |                                    |                |             |             |             |  |                                         |                 |       |       |       |  |
|  | Bandera de la Provincia de Salta        | Gimnasia y Tiro                     | 2                                    | 2                |   |                                      |                  |                                         |                          |                  |   |                                    |                |             |             |             |  | Bandera de la Provincia de Buenos Aires | Almirante Brown | 0     | 1     |       |  |
|  |                                         |                                     |                                      |                  |   |                                      |                  |                                         |                          |                  |   |                                    |                |             |             |             |  | Bandera de la Provincia de Buenos Aires | Almirante Brown | 0     | 1     |       |  |
|  |                                         |                                     | Bandera de la Provincia de Tucumán   | San Martín (T)   | 1 | 1                                    |                  |                                         |                          |                  |   |                                    |                |             |             |             |  |                                         |                 |       |       |       |  |
|  | Bandera de la Provincia de Tucumán      | San Martín (T)                      | Bandera de la Provincia de Tucumán   | San Martín (T)   | 1 | 1                                    | 1                | 1                                       |                          |                  |   |                                    |                |             |             |             |  |                                         |                 |       |       |       |  |
|  | Bandera de la Provincia de Tucumán      | San Martín (T)                      |                                      |                  |   |                                      |                  |                                         |                          |                  |   |                                    |                |             |             |             |  |                                         |                 |       |       |       |  |
|  | Bandera de la Provincia de Buenos Aires | Arsenal                             | 0                                    | 0                |   |                                      |                  |                                         |                          |                  |   |                                    |                |             |             |             |  |                                         |                 |       |       |       |  |
|  | Bandera de la Provincia de Buenos Aires | Arsenal                             | 0                                    | 0                |   | Bandera de la Provincia de Tucumán   | San Martín (T)   | 1                                       | 0                        |                  |   |                                    |                |             |             |             |  |                                         |                 |       |       |       |  |
|  |                                         |                                     |                                      |                  |   | Bandera de la Provincia de Tucumán   | San Martín (T)   | 1                                       | 0                        |                  |   |                                    |                |             |             |             |  |                                         |                 |       |       |       |  |
|  |                                         |                                     | Bandera de la Provincia de Tucumán   | Atlético Tucumán | 1 | 0                                    |                  |                                         |                          |                  |   |                                    |                |             |             |             |  |                                         |                 |       |       |       |  |
|  | Bandera de la Provincia de Tucumán      | Atlético Tucumán                    | Bandera de la Provincia de Tucumán   | Atlético Tucumán | 1 | 0                                    | 1                | 2                                       |                          |                  |   |                                    |                |             |             |             |  |                                         |                 |       |       |       |  |
|  | Bandera de la Provincia de Tucumán      | Atlético Tucumán                    |                                      |                  |   |                                      |                  |                                         |                          |                  |   |                                    |                |             |             |             |  |                                         |                 |       |       |       |  |
|  | Bandera de la Provincia del Chaco       | Chaco For Ever                      | 0                                    | 0                |   |                                      |                  |                                         |                          |                  |   |                                    |                |             |             |             |  |                                         |                 |       |       |       |  |
|  | Bandera de la Provincia del Chaco       | Chaco For Ever                      | 0                                    | 0                |   |                                      |                  |                                         |                          |                  |   | Bandera de la Provincia de Tucumán | San Martín (T) | 0           | 1           |             |  |                                         |                 |       |       |       |  |
|  |                                         |                                     |                                      |                  |   |                                      |                  |                                         |                          |                  |   | Bandera de la Provincia de Tucumán | San Martín (T) | 0           | 1           |             |  |                                         |                 |       |       |       |  |
|  |                                         |                                     | Bandera de la Ciudad de Buenos Aires | Nueva Chicago    | 0 | 0                                    |                  |                                         |                          |                  |   |                                    |                |             |             |             |  |                                         |                 |       |       |       |  |
|  | Bandera de la Ciudad de Buenos Aires    | Nueva Chicago                       | Bandera de la Ciudad de Buenos Aires | Nueva Chicago    | 0 | 0                                    | 3                | 2                                       |                          |                  |   |                                    |                |             |             |             |  |                                         |                 |       |       |       |  |
|  | Bandera de la Ciudad de Buenos Aires    | Nueva Chicago                       |                                      |                  |   |                                      |                  |                                         |                          |                  |   |                                    |                |             |             |             |  |                                         |                 |       |       |       |  |
|  | Bandera de la Provincia de Buenos Aires | Ituzaingó                           | 0                                    | 1                |   |                                      |                  |                                         |                          |                  |   |                                    |                |             |             |             |  |                                         |                 |       |       |       |  |
|  | Bandera de la Provincia de Buenos Aires | Ituzaingó                           | 0                                    | 1                |   | Bandera de la Ciudad de Buenos Aires | Nueva Chicago    | 1                                       | 3                        |                  |   |                                    |                |             |             |             |  |                                         |                 |       |       |       |  |
|  |                                         |                                     |                                      |                  |   | Bandera de la Ciudad de Buenos Aires | Nueva Chicago    | 1                                       | 3                        |                  |   |                                    |                |             |             |             |  |                                         |                 |       |       |       |  |
|  |                                         |                                     | Bandera de la Provincia de Córdoba   | Instituto        | 2 | 1                                    |                  |                                         |                          |                  |   |                                    |                |             |             |             |  |                                         |                 |       |       |       |  |
|  | Bandera de la Provincia de Córdoba      | Instituto                           | Bandera de la Provincia de Córdoba   | Instituto        | 2 | 1                                    | 2                | 2                                       |                          |                  |   |                                    |                |             |             |             |  |                                         |                 |       |       |       |  |
|  | Bandera de la Provincia de Córdoba      | Instituto                           |                                      |                  |   |                                      |                  |                                         |                          |                  |   |                                    |                |             |             |             |  |                                         |                 |       |       |       |  |
|  | Bandera de la Provincia de Buenos Aires | Talleres (RE)                       | 0                                    | 1                |   |                                      |                  |                                         |                          |                  |   |                                    |                |             |             |             |  |                                         |                 |       |       |       |  |
|  | Bandera de la Provincia de Buenos Aires | Talleres (RE)                       | 0                                    | 1                |   |                                      |                  |                                         |                          |                  |   |                                    |                |             |             |             |  |                                         |                 |       |       |       |  |
|  |                                         |                                     |                                      |                  |   |                                      |                  |                                         |                          |                  |   |                                    |                |             |             |             |  |                                         |                 |       |       |       |  |

Nota: En la línea superior de cada llave, figuran los equipos que definieron las llaves de vuelta de local, por tener ventaja deportiva. En caso de empate global, prevalecía dicha ventaja.
- Club Atlético San Martín
Ascendido a Primera División.

## Tabla de descenso
| Pos  | Equipo                | 1989-90 | 1990-91 | 91-92 | Total | PJ  | Promedio |
| ---- | --------------------- | ------- | ------- | ----- | ----- | --- | -------- |
| 1.º  | Lanús                 | 47      | -       | 57    | 104   | 84  | 1,238    |
| 2.º  | San Martín (T)        | 48      | 48      | 51    | 147   | 126 | 1,167    |
| 3.º  | Nueva Chicago         | -       | -       | 49    | 49    | 42  | 1,167    |
| 4.º  | Douglas Haig          | 51      | 44      | 50    | 145   | 126 | 1,151    |
| 5.º  | Atlético Tucumán      | 43      | 52      | 46    | 141   | 126 | 1,119    |
| 6.º  | Chaco For Ever        | -       | -       | 46    | 46    | 42  | 1,095    |
| 7.º  | Almirante Brown       | 39      | 46      | 52    | 137   | 126 | 1,087    |
| 8.º  | Instituto             | -       | 44      | 47    | 91    | 84  | 1,083    |
| 9.º  | Banfield              | 46      | 47      | 40    | 133   | 126 | 1,056    |
| 10.º | Colón                 | 45      | 36      | 52    | 133   | 126 | 1,056    |
| 11.º | Central Córdoba (R)   | -       | -       | 42    | 42    | 42  | 1,000    |
| 12.º | Deportivo Morón       | -       | 43      | 41    | 84    | 84  | 1,000    |
| 13.º | Racing de Córdoba     | -       | 40      | 43    | 83    | 84  | 0,988    |
| 14.º | Atlético de Rafaela   | 47      | 42      | 35    | 124   | 126 | 0,984    |
| 15.º | Talleres (RdE)        | 35      | 41      | 44    | 120   | 126 | 0,952    |
| 16.º | Deportivo Italiano    | 46      | 34      | 38    | 118   | 126 | 0,937    |
| 17.º | Deportivo Laferrere   | -       | 39      | 39    | 78    | 84  | 0,929    |
| 18.º | Villa Dálmine         | 44      | 39      | 29    | 112   | 126 | 0,889    |
| 19.º | Defensa y Justicia    | 35      | 38      | 38    | 111   | 126 | 0,881    |
| 20.º | Deportivo Maipú       | 35      | 38      | 28    | 101   | 126 | 0,802    |
| 21.º | San Martín (SJ)       | -       | -       | 33    | 33    | 42  | 0,786    |
| 22.º | Central Córdoba (SdE) | 37      | 33      | 24    | 94    | 126 | 0,746    |

|  | Descendieron a la tercera categoría. |

## Reválida
Racing (C) y Atlético de Rafaela debieron revalidar su plaza en la categoría contra General Paz Juniors y 9 de Julio (R), respectivamente.
| Reválida B Nacional - Torneo del Interior    |           |                     |                  |                    |
| Local                                        | Resultado | Visitante           | Estadio          | Fecha              |
| -------------------------------------------- | --------- | ------------------- | ---------------- | ------------------ |
| Racing (C)                                   | 2 - 1     | General Paz Juniors | Chateau Carreras | 8 de junio de 1992 |
| Racing (C) mantuvo su plaza en la categoría. |           |                     |                  |                    |

| Reválida B Nacional - Torneo del Interior             |           |                |                  |                    |
| Local                                                 | Resultado | Visitante      | Estadio          | Fecha              |
| ----------------------------------------------------- | --------- | -------------- | ---------------- | ------------------ |
| Atlético de Rafaela                                   | 1 - 0     | 9 de Julio (R) | Nuevo Monumental | 8 de junio de 1992 |
| Atlético de Rafaela mantuvo su plaza en la categoría. |           |                |                  |                    |